# 哈德遜 (印第安納州)
哈德遜（英語：Hudson）是一個位於美國印地安納州斯托本縣的城鎮。

## 人口
根據2010年美國人口普查的數據，哈德遜的面積為1.80平方千米，當中陸地面積為1.80平方千米，而水域面積為0.00平方千米。當地共有人口518人，而人口密度為每平方千米288人。